# Бион из Смирны
Би́он из Смирны (Бион Смирнский, др.-греч. Βίων, лат. Bion) — древнегреческий поэт III—II вв. до н. э., писал в жанрах идиллии и элегии.
Родился недалеко от Смирны. Из элегии на его смерть (автором элегии считается поэт Мосх) выясняется, что Бион провёл последнюю часть своей жизни на острове Сицилия и умер от яда.
Из дошедших до нас поэтических произведений Бион самое значительное — плач об Адонисе. Остальные его произведения дошли до нас лишь в отрывках. Они издавались и переводились большею частью вместе с идиллиями Феокрита.
Особые издания (с элегией Мосха) редактировали Якобс (Гота, 1795), Векфильд (Лондон, 1795), Г. Герман (Лейпциг, 1849), Циглер (Тюбинген, 1868); немецкий перевод напечатан Манзо (Гота, 1784; Лейпц., 1807).